# Цајц
Цајц (њем. Zeitz) град је у њемачкој савезној држави Саксонија-Анхалт. Једно је од 43 општинска средишта округа Бургенланд. Према процјени из 2010. у граду је живјело 32.863 становника. Посједује регионалну шифру (AGS) 15084590, NUTS (DEE08) и LOCODE (DE ZEZ) код.

## Географски и демографски подаци
Цајц се налази у савезној држави Саксонија-Анхалт у округу Бургенланд. Град се налази на надморској висини од 160 метара. Површина општине износи 87,2 km². У самом граду је, према процјени из 2010. године, живјело 32.863 становника. Просјечна густина становништва износи 377 становника/km².

## Међународна сарадња
| Мјесто      | Држава    | Врста сарадње | Од    |
| ----------- | --------- | ------------- | ----- |
| Дархан      | Монголија | партнерство   | 1989. |
| Калињинград | Русија    | партнерство   | 1995. |
| Извор       |           |               |       |